# Christian Bergström
Christian Bergström (* 19. Juli 1967 in Göteborg) ist ein ehemaliger schwedischer Tennisspieler.

## Karriere
Bergström war 1984 nationaler schwedischer Juniorenmeister und im darauf folgenden Jahr Junioreneuropameister. Er erreichte das Halbfinale der US Open bei den Junioren. Im Anschluss wurde er Tennisprofi.
In den beiden folgenden Jahren konnte er jeweils ein Challenger-Turnier gewinnen, 1988 stand er bei den Swedish Open erstmals im Halbfinale eines ATP-Turniers. Seine größten Erfolge waren seine Finalteilnahmen in Adelaide 1992 und 1993, wo er jeweils nach gewonnenem ersten Satz das Match noch abgab. Im Doppel stand er zudem an der Seite seines Landsmannes Magnus Gustafsson im Endspiel der Swedish Open 1992. Obgleich er in seiner Karriere keinen Turniersieg erringen konnte, erreichte er 1992 im Einzel Position 32 der Weltrangliste.
Sein bestes Abschneiden bei Grand-Slam-Turnieren war das Erreichen des Viertelfinales; 1993 bei den Australian Open, wo er in der ersten Runde Ivan Lendl schlug und anschließend Stefan Edberg unterlag, sowie zweimal in Wimbledon, wo er 1990 Stefan Edberg und 1994 Boris Becker unterlag.
Er spielte in den Jahren 1991 und 1992 drei Einzelpartien und eine Doppelpartie für die schwedische Davis-Cup-Mannschaft. Bergström gewann alle vier Partien, unter anderem sein Einzel gegen Richard Fromberg beim 5:0-Sieg über Australien im Davis-Cup-Viertelfinale 1992.

## Erfolge
| Legende                       |
| Grand Slam                    |
| Tennis Masters Cup            |
| ATP Masters Series            |
| ATP International Series Gold |
| ATP International Series      |
| ATP Challenger Series (2)     |

### Einzel

#### Turniersiege
| Nr. | Datum        | Turnier | Belag | Finalgegner     | Ergebnis      |
| --- | ------------ | ------- | ----- | --------------- | ------------- |
| 1.  | 8. Juni 1986 | Tampere | Sand  | Massimo Cierro  | 4:6, 7:5, 6:4 |
| 2.  | 3. Mai 1987  | Porto   | Sand  | Alex Antonitsch | 6:1, 6:3      |

#### Finalteilnahmen
| Nr. | Datum           | Turnier      | Belag     | Finalgegner      | Ergebnis       |
| --- | --------------- | ------------ | --------- | ---------------- | -------------- |
| 1.  | 5. Januar 1992  | Adelaide (1) | Hartplatz | Goran Ivanišević | 6:1, 6:75, 4:6 |
| 2.  | 10. Januar 1993 | Adelaide (2) | Hartplatz | Nicklas Kulti    | 6:3, 5:7, 4:6  |

### Doppel

#### Finalteilnahmen
| Nr. | Datum         | Turnier | Belag | Partner           | Finalgegner                        | Ergebnis |
| --- | ------------- | ------- | ----- | ----------------- | ---------------------------------- | -------- |
| 1.  | 12. Juli 1992 | Båstad  | Sand  | Magnus Gustafsson | Tomás Carbonell Christian Miniussi | 4:6, 5:7 |